# Wetter (Ruhr)
Wetter (Ruhr) è una città di 27 236 abitanti della Renania Settentrionale-Vestfalia, in Germania.
Appartiene al circondario (Kreis) dell'Ennepe-Ruhr (targa EN).
Wetter si fregia del titolo di "Media città di circondario" (Mittlere kreisangehörige Stadt).

## Storia
La città di Wetter è documentata per la prima volta nel 1214 in relazione al castello di Wetter ed ai cavalieri Bruno e Friedrich. Un altro rudere di castello presente nel area del Comune è il Castello di Volmarstein, costruito nell'XI secolo dall'arcivescovo di Colonia Federico I. Il castello si trova nel distretto di Volmarstein, che fa parte di Wetter dalla riforma comunale del 1970.
Nel 1819 Friedrich Harkort fondò la prima officina industriale presso il castello di Wetter, producendo motori a vapore e apparecchi di illuminazione a gas. In questo modo non si limitò a sviluppare l'istruzione e la politica sociale, ma pose anche le basi della prima industrializzazione della regione della Ruhr e della Germania. Il lago artificiale tra Wetter e Herdecke, Harkortsee, e la montagna più alta della zona, Harkortberg, sono stati entrambi chiamati con il suo nome.
A causa dei bombardamenti di abbassamento del 1944/45, durante la Seconda guerra mondiale, la città divenne la sede del Reichsgau sud-Westfalia, originariamente stabilito a Bochum.